# Campeonato de España de Ciclismo Contrarreloj 2024
La XXXI edición del Campeonato de España de Ciclismo Contrarreloj se disputó el 21 de junio de 2024 en Madrid, con inicio en y final Galapagar por un recorrido que constó de 33,4 km de recorrido en el que participaron 37 ciclistas.
El ganador de la prueba fue David de la Cruz del Q36.5 que superó a Markel Beloki del EF Education-EasyPost y a Raúl García Pierna ambos Arkéa-B&B Hotels, segundo y tercero respectivamente.

## Clasificación final
- La clasificación finalizó de la siguiente forma:[3]

| \| Clasificación general \| Clasificación general \| Clasificación general \| Clasificación general \| Clasificación general \| \| Ciclista \| Ciclista \| Equipo \| Tiempo \| \| \| --------------------- \| --------------------- \| --------------------- \| --------------------- \| --------------------- \| |          |        |        |
| |          |        |        |
| |          |        |        |
| Clasificación general |          |        |        |
| Ciclista | Ciclista | Equipo | Tiempo |